# قناة مصراتة
قناة مصراتة ومقرها مدينة مصراتة، هي قناة تلفزيونية بدأت كقناة حكومية محلية للبث الأرضي سنة 2003 وتغطي برامجها مدينة مصراتة وضواحيها فقط. وعندما بدأت ثورة 17 فبراير انتقلت القناة للبث الفضائي عبر قمر نايل سات 107 كأول قناة فضائية ليبية تبث برامجها من داخل ليبيا في ذلك الوقت. تسعى قناة مصراتة جاهدةً إلى أن تكون حلقة وصل بين المسؤول والمواطن، فضلاً عن بحثها عن الحدث ورصده، بتغطية تستمر على مدار الساعة.
حالياً تبث القناة على التردد 11257 أفقي على قمر نايل سات وأيضا يتوفر البث المباشر من خلال موقعها الإلكتروني الرسمي.

## إعلاميو القناة
- عبد الله الكبير (برنامج حديث المطابع) - استقال
- الشيخ محمد شقلوف (برنامج محراب الشريعة)
- الشيخ أسامة التريكي (برنامج وقفات إسلامية)
- المعتصم عبد اللطيف (برنامج ما بعد الثورة) - استقال
- عمران اشتيوي (برنامج 60 دقيقة) - استقال
- أبو القاسم قزيط (برنامج مرايا النفس) - استقال
- احمد شقلوف (برنامج في المنظار)
- عمر الحداد (برنامج في المنظار) - استقال
- رمضان امعيتيق (برنامج لقاء خاص – برنامج بدون مقدمات)
- سليمان البيوضي (برنامج 90 دقيقة)
- احمد برياف (برنامج كلام في الرياضة)
- يوسف ابوعليم (برنامج لازم نحكو)

## وصلات خارجية
- قناة مصراتة الفضائية (الموقع الرسمي)